# Piscina
Piscina là một đô thị ở tỉnh Torino trong vùng Piedmont, có vị trí cách khoảng 25 km về phía tây nam của Torino. Tại thời điểm ngày 31 tháng 12 năm 2004, đô thị này có dân số 3.197 người và diện tích là 9,9 km².
Piscina giáp các đô thị: Cumiana, Pinerolo, Frossasco, Airasca, và Scalenghe.